# Handball-Europameisterschaft 2008/Dänemark
In diesem Artikel wird die dänische Handballnationalmannschaft bei der Europameisterschaft 2008 in Norwegen behandelt.

## Qualifikation
→ Siehe Handball-Europameisterschaft 2008 

## Mannschaft

### Kader
| Nr.                           | Name                          | Verein                        | LS/Tore (vor EM)              | Spiele                        | Tore                          |                               | Zeitstrafen                   |                               |
| Torhüter (% gehaltener Bälle) | Torhüter (% gehaltener Bälle) | Torhüter (% gehaltener Bälle) | Torhüter (% gehaltener Bälle) | Torhüter (% gehaltener Bälle) | Torhüter (% gehaltener Bälle) | Torhüter (% gehaltener Bälle) | Torhüter (% gehaltener Bälle) | Torhüter (% gehaltener Bälle) |
| ----------------------------- | ----------------------------- | ----------------------------- | ----------------------------- | ----------------------------- | ----------------------------- | ----------------------------- | ----------------------------- | ----------------------------- |
| 1                             | Kasper Hvidt                  | FC Barcelona                  | 170 / 1                       | 8                             | (40 %)                        | -                             | -                             | -                             |
| 12                            | Peter Henriksen               | GOG Svendborg TGI             | 45 / 0                        | 8                             | (9 %)                         | -                             | -                             | -                             |
| Feldspieler                   |                               |                               |                               |                               |                               |                               |                               |                               |
| 3                             | Mikkel Aagaard                | Viborg HK                     | 48 / 87                       | 5                             | 4                             | -                             | -                             | -                             |
| 4                             | Lasse Boesen                  | TBV Lemgo                     | 86 / 237                      | 8                             | 41                            | -                             | 1                             | -                             |
| 6                             | Lars Jørgensen                | SDC San Antonio               | 144 / 132                     | 8                             | 4                             | 4                             | 10                            | -                             |
| 7                             | Jesper Jensen                 | Skjern Håndbold               | 75 / 168                      | 8                             | 10                            | 3                             | 6                             | -                             |
| 8                             | Lars Rasmussen                | Team Tvis Holstebro           | 69 / 186                      | 3                             | 8 / 1                         | 1                             | -                             | -                             |
| 9                             | Lars Christiansen             | SG Flensburg-Handewitt        | 252 / 1151                    | 7                             | 44 / 24                       | -                             | -                             | -                             |
| 10                            | Lars Møller Madsen*           | Skjern Håndbold               | 49 / 154                      | 1                             | 1                             | -                             | -                             | -                             |
| 13                            | Bo Spellerberg*               | KIF Kolding                   | 112 / 157                     | 5                             | 8                             | -                             | 2                             | -                             |
| 14                            | Michael V. Knudsen            | SG Flensburg-Handewitt        | 169 / 557                     | 8                             | 30                            | 6                             | 6                             | -                             |
| 19                            | Jesper Nøddesbo               | FC Barcelona                  | 80 / 155                      | 7                             | 7                             | -                             | -                             | -                             |
| 21                            | Lars Krogh Jeppesen           | Bjerringbro FH Silkeborg      | 125 / 361                     | 6                             | 13                            | 2                             | 3                             | 1                             |
| 22                            | Kasper Søndergaard Sarup      | KIF Kolding                   | 25 / 65                       | 7                             | 12                            | -                             | -                             | -                             |
| 23                            | Joachim Boldsen               | AaB Håndbold                  | 164 / 376                     | 8                             | 16                            | 4                             | 1                             | -                             |
| 24                            | Hans Lindberg                 | HSV Hamburg                   | 57 / 122                      | 7                             | 24 / 1                        | -                             | -                             | -                             |
| 26                            | Kasper Nielsen                | SG Flensburg-Handewitt        | 105 / 239                     | 8                             | 12                            | 1                             | 4                             |                               |
|                               |                               | Gesamt                        | 1775 / 3508                   | 8                             | 233 / 26                      | 21                            | 33                            | 1                             |
| Trainer/Betreuer              |                               |                               |                               |                               |                               |                               |                               |                               |
|                               | Ulrik Wilbek                  |                               | Trainer                       |                               |                               |                               |                               |                               |
|                               | Peter Bredsdorff-Larsen       |                               | Co-Trainer                    |                               |                               |                               |                               |                               |

* nach der Vorrunde nachnominiert/gestrichen (Spellerberg/Madsen)

## Vorrundenspiele (Gruppe B)
In der Vorrunde traf die dänische Mannschaft auf Norwegen, Montenegro und Russland.

### Dänemark 26:27 (10:14) Norwegen
(17. Januar, in Drammen, Drammenshallen)
DÄN: Kasper Hvidt, Peter Henriksen – Lasse Boesen (9), Michael V. Knudsen (5), Jesper Jensen (3), Lars Krogh Jeppesen (3), Hans Lindberg (2/1), Kasper Nielsen (1), Kasper Søndergaard Sarup (1), Joachim Boldsen (1), Lars Jørgensen (1), Mikkel Aagaard, Jesper Nøddesbo, Lars Christiansen
NOR: Steinar Ege, Ole Erevik – Håvard Tvedten (8/6), Frode Hagen (6), Frank Løke (4), Glenn Solberg (3), Jan Thomas Lauritzen (3), Børge Lund (2), Bjarte Myrhol (1), Kjetil Strand, Rune Skjærvold, Kristian Kjelling, Andre Jørgensen, Johnny Jensen

### Montenegro 24:32 (9:18) Dänemark
(18. Januar, in Drammen, Drammenshallen)
MNE: Rade Mijatović, Goran Stojanović - Alen Muratović (9), Draško Mrvaljević (8), Žarko Marković (2), Aleksandar Svitlica (1), Marko Pejović (1), Mladen Rakčević (1), Marko Dobrković (1), Petar Kapisoda (1), Ratko Đurković, Goran Đukanović, Zoran Roganović, Mirko Milašević
DÄN: Kasper Hvidt, Peter Henriksen – Hans Lindberg (5), Joachim Boldsen (5), Lars Rasmussen (5/1), Kasper Nielsen (4), Jesper Nøddesbo (3), Kasper Søndergaard Sarup (2), Michael V. Knudsen (2), Lasse Boesen (2), Mikkel Aagaard (2), Jesper Jensen (1), Lars Møller Madsen (1), Lars Jørgensen 

### Dänemark 31:28 (18:11) Russland
(20. Januar, in Drammen, Drammenshallen)
DÄN: Kasper Hvidt, Peter Henriksen – Lars Christiansen (13/7), Lars Krogh Jeppesen (5), Michael V. Knudsen (5), Hans Lindberg (3), Kasper Søndergaard Sarup (2), Lars Jørgensen (1), Kasper Nielsen (1), Joachim Boldsen (1), Jesper Jensen, Jesper Nøddesbo, Lars Rasmussen, Lasse Boesen 
RUS: Oleg Grams, Alexei Kostygow – Eduard Kokscharow (6/4), Denis Kriwoschlykow (5), Michail Tschipurin (5), Konstantin Igropulo (4), Alexei Rastworzew (2), Wassili Filippow (2), Waleri Mjagkow (2), Andrei Starych (1), Jegor Jewdokimow (1), Sergei Pogorelow, Timur Dibirow, Alexei Kamanin

## Hauptrundenspiele (Gruppe I)
In der Hauptrunde traf die dänische Mannschaft dann auf Kroatien, Polen und Slowenien.

### Kroatien 20:30 (9:15) Dänemark
(22. Januar, in Stavanger, Stavanger Idrettshall)
KRO: Vjenceslav Somić, Mirko Alilović – Zlatko Horvat (5), Petar Metličić (4), Igor Vori (3), Ivano Balić (3/1), Blaženko Lacković (2/1), Ljubo Vukić (1), Domagoj Duvnjak (1), Drago Vuković (1), Tonči Valčić, Nikša Kaleb, Renato Sulić, Denis Špoljarić
DÄN: Kasper Hvidt, Peter Henriksen – Hans Lindberg (7), Lasse Boesen (6), Lars Christiansen (4/2), Kasper Søndergaard Sarup (3), Bo Spellerberg (3), Joachim Boldsen (3), Michael V. Knudsen (2), Kasper Nielsen (1), Lars Krogh Jeppesen (1), Mikkel Aagaard, Jesper Jensen, Lars Jørgensen 

### Polen 26:36 (13:17) Dänemark
(23. Januar, in Stavanger, Stavanger Idrettshall)
POL: Sławomir Szmal, Adam Weiner – Mariusz Jurasik (7), Bartłomiej Jaszka (4), Mateusz Jachlewski (4), Marcin Lijewski (3), Patryk Kuchczyński (2), Karol Bielecki (2), Michał Jurecki (1), Tomasz Tłuczyński (1/1), Grzegorz Tkaczyk (1), Bartosz Jurecki (1), Mariusz Jurkiewicz, Artur Siódmiak
DÄN: Kasper Hvidt, Peter Henriksen – Lasse Boesen (8), Lars Christiansen (6/5), Michael V. Knudsen (5), Hans Lindberg (4),  Lars Rasmussen (3), Jesper Nøddesbo (3), Kasper Nielsen (2), Lars Krogh Jeppesen (2), Bo Spellerberg (2), Joachim Boldsen (1), Lars Jørgensen, Jesper Jensen

### Slowenien 23:28 (11:15) Dänemark
(24. Januar, in Stavanger, Stavanger Idrettshall)
SLO: Gorazd Škof, Beno Lapajne – Jure Natek (5), Aleš Pajovič (4), Matjaž Mlakar (3), Jure Dobelšek (3/1), Uroš Zorman (2), Miladin Kozlina (1), Vid Kavtičnik (1/1), Dragan Gajič (1), Rok Praznik (1), Luka Žvižej (1), Goran Kozomara (1), David Špiler
DÄN: Kasper Hvidt, Peter Henriksen – Lars Christiansen (8/4), Lasse Boesen (6), Kasper Søndergaard Sarup (3), Michael V. Knudsen (3), Mikkel Aagaard (2), Lars Krogh Jeppesen (2), Joachim Boldsen (2), Kasper Nielsen (1), Bo Spellerberg (1), Lars Jørgensen, Jesper Jensen, Jesper Nøddesbo

## Halbfinale
Nachdem Dänemark ihre Hauptrundengruppe gewonnen hatte, traf man im Halbfinale auf den Zweitplatzierten der Hauptrundengruppe II, Deutschland.

### Dänemark 26:25 (10:13) Deutschland
(26. Januar in Lillehammer,  Håkans Hall)
DÄN: Kasper Hvidt, Peter Henriksen – Lars Christiansen (6/3), Michael V. Knudsen (4), Kasper Nielsen (3), Joachim Boldsen (3), Lasse Boesen (3), Jesper Jensen (2), Bo Spellerberg (2), Kasper Søndergaard Sarup (1), Jesper Nøddesbo (1), Lars Jørgensen (1), Hans Lindberg, Lars Krogh Jeppesen 
DEU: Henning Fritz, Johannes Bitter – Florian Kehrmann (6), Holger Glandorf (4), Markus Baur (4), Pascal Hens (3), Michal Kraus (3), Torsten Jansen (2), Sebastian Preiß (1), Andrej Klimovets (1), Christian Zeitz (1), Lars Kaufmann, Dominik Klein, Frank von Behren

## Finale
Finalgegner Dänemarks war der Sieger des ersten Halbfinales, Kroatien.

### Kroatien 20:24 (10:13) Dänemark
(27. Januar in Lillehammer,  Håkans Hall)
KRO: Vjenceslav Somić, Mirko Alilović – Petar Metličić (5), Ivan Čupić (4/1), Ivano Balić (4), Tonči Valčić (2), Ljubo Vukić (2), Blaženko Lacković (2), Igor Vori (1), Zlatko Horvat, Renato Sulić, Denis Špoljarić, Davor Dominiković, Josip Valčić
DÄN: Kasper Hvidt, Peter Henriksen – Lars Christiansen (7/2), Lasse Boesen (7), Jesper Jensen (4), Hans Lindberg (3), Michael V. Knudsen (2), Lars Jørgensen (1), Kasper Søndergaard Sarup, Jesper Nøddesbo, Bo Spellerberg, Joachim Boldsen, Kasper Nielsen, Mikkel Aagaard